# لامبورگینی ترزو میلنیو
لامبورگینی ترزو میلنیو (به ایتالیایی: Lamborghini Terzo Millennio) (ایتالیایی برای هزاره سوم) یک خودروی مفهومی الکتریکی آینده‌نگر است که توسط خودروساز ایتالیایی لامبورگینی معرفی شده و با همکاری موسسه فناوری ماساچوست (MIT) توسعه یافته است. این اولین محصول از مشارکت سه ساله ۱۰۰٬۰۰۰٬۰۰۰ پوندی بین این دو مؤسسه است. ترزو میلنیو در نوامبر ۲۰۱۷ در کنفرانس EmTech در کمبریج، ماساچوست، ایالات متحده معرفی شد.

## بررسی اجمالی
همکاری با MIT برای بخش تحقیق و توسعه ما یک فرصت استثنایی برای انجام کاری است که لامبورگینی همیشه در آن بسیار خوب بوده است: بازنویسی قوانین خودروهای فوق‌العاده اسپورت. اکنون در حال ارائه یک خودروی مفهومی هیجان انگیز و پیشرو هستیم. ما از پذیرش آنچه امروز غیرممکن است برای ساختن واقعیت‌های فردا الهام گرفته‌ایم: لامبورگینی باید همیشه رویاهای نسل بعدی را خلق کند.— رئیس استفانو دومنیکالی، EmTech Conference
طراحی ترزو میلنیو بخشی از «خط گاندینی» در نظر گرفته می‌شود و کار طراح ارشد لامبورگینی میتجا بورکرت و بخش Centro Stile این شرکت است. فناوری این خودرو توسط مهندسان حرفه‌ای لامبورگینی و استادان و دانشجویان MIT توسعه یافته و در کنفرانس EmTech در کمبریج، ماساچوست، ایالات متحده آمریکا رونمایی شد. مائوریتزیو رگیانی، مدیر فنی لامبورگینی اظهار داشت که این خودرو بیشتر یک «جعبه فکر» است تا یک خودروی تولیدی واقعی. او همچنین تأکید می‌کند که این خودرو تأیید نمی‌کند که شرکت مستقیماً با وسایل نقلیه برقی حرکت نخواهد کرد.
ترزو میلنیو نیز به‌عنوان نماینده‌ای برای خودروهای اسپورت آینده مورد استفاده قرار گرفت.

## اطلاعات خودرو

### موتور الکتریکی
ترزو میلنیو از ابرخازن‌های با ظرفیت بالا به‌جای باتری‌ها استفاده می‌کند که دلیل آن ذخیره‌سازی و تخلیه سریع‌تر انرژی است. این ابرخازن‌ها به گونه‌ای ساخته شده‌اند که به‌طور همزمان انرژی را جذب و آزاد می‌کنند تا عملکرد خودرو را بدون وابستگی به واکنش‌های شیمیایی افزایش دهند. هر چرخ که لبه‌های آن به رنگ نارنجی می‌درخشد، حاوی یک موتور الکتریکی است، به‌طوری که می‌توان میزان گشتاور را به‌صورت جداگانه کنترل کرد و باعث می‌شود که پایداری خودرو به خوبی یک خودروی مدرن فرمول یک باشد. از آنجایی که روی هر چرخ یک موتور وجود دارد، طرح خودرو در صورتی که عملکردی داشته باشد، تمام چرخ محرک خواهد بود.

### قابلیت‌های خودمختار
گزارش شده است که ترزو میلنیو دارای یک سیستم خودمختار است، اما فقط برای رانندگی در مسیرهای مسابقه. این سیستم باعث می‌شود ماشین یک دور کامل را بدون هیچ اشتباهی طی کند، سپس به راننده آموزش می‌دهد که چگونه با استفاده از یک ماشین ارواح که بر اساس مجموعه‌های بازی‌های ویدیویی مانند فورزا و گرن توریسمو ساخته شده است، دور خود را بچرخاند.

### طراحی و بدنه

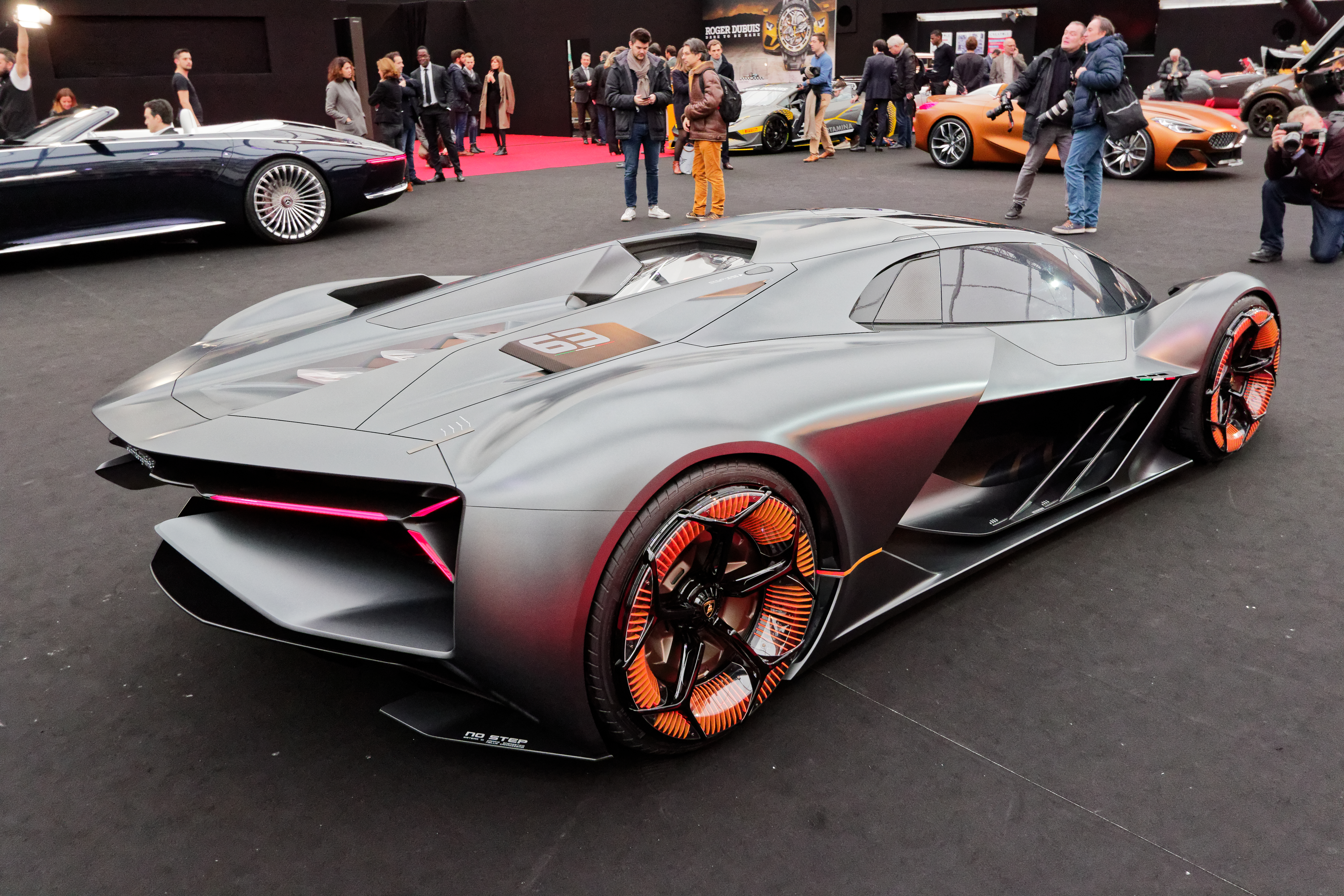
نمای عقب

این خودرو همچنان وارث طراحی مدرن لامبورگینی با عناصر طراحی Y شکل مانند چراغ‌های جلو و عقب، همراه با صندوق عقب مثلثی شکل جلو و قسمت موتور عقب است.
فیبر کربن به‌طور کامل برای پانل‌های بدنه استفاده می‌شود. بدنه خودرو توسط یک سیستم بهداشتی نظارت می‌شود. ورود مسافران از طریق سایبان کشویی است.